# Гольшіфте Фарахані

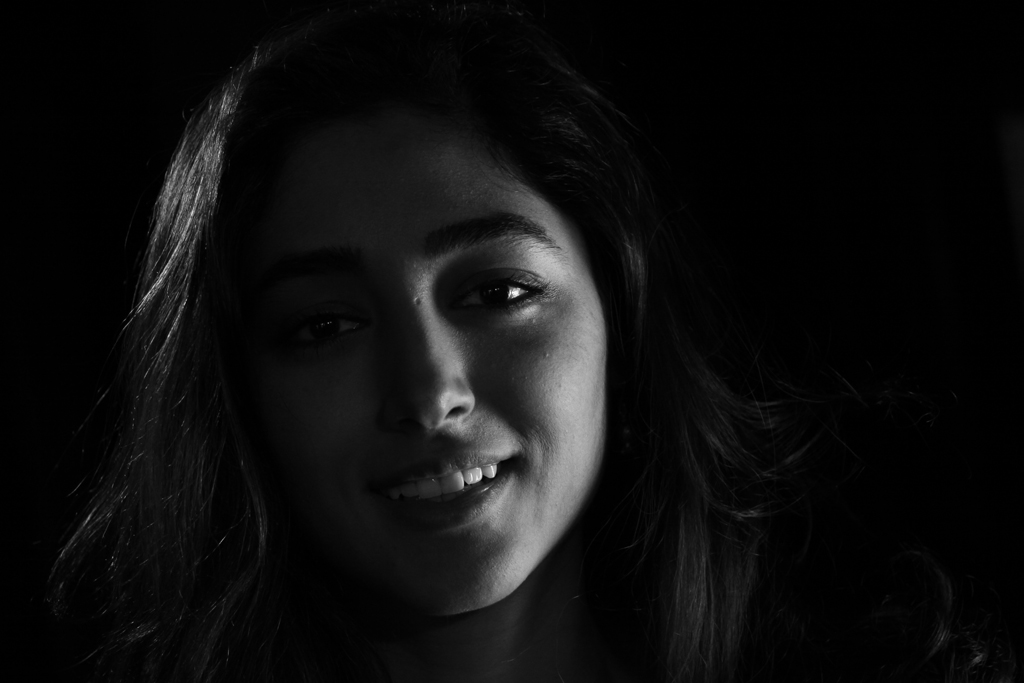
Гольшіфте Фарахані

Гольшіфте Фарахані (перс. گلشیفته فراهانیگلشیفته فراهانی, рід. 10 липня 1983 в Тегерані) — іранська акторка театру і кіно, дочка режисера Бехзада Фарахані і сестра акторки Шагайе Фарахані.

## Життєпис
Гольшіфте Фарахані почала грати в театрі у віці шести років, а в 14 знялася в першому фільмі і відразу ж отримала звання найкращої акторки на Тегеранському кінофестиваль «Фаджр». З тих пір вона знялася ще у 50 фільмах, практично всі з яких отримали нагороди на різних кінофестивалях. Один з її фільмів, «Сантурі», де вона знялася в ролі дружини головного героя — музиканта, який причастився до наркотиків, став піком її популярності.
Крім роботи в кіно, Фарахані є активісткою природоохоронного руху.

## Фільмографія
| Рік  | Назва                                    | Роль                     |
| ---- | ---------------------------------------- | ------------------------ |
| 1997 | Грушеве дерево                           | Мім                      |
| 2000 | Сім серій                                | Ангел                    |
| 2001 | Замане                                   | Замане                   |
| 2002 | Інше місце                               | Раха                     |
| 2003 | Два ангела                               | Азар                     |
| 2003 | Бутік                                    | Еті                      |
| 2004 | Холодна сльоза                           | Рунак                    |
| 2004 | Баба Азіз                                | Нур                      |
| 2005 | Риби закохуються                         | Тука                     |
| 2005 | Іменем батька                            | Хабібе                   |
| 2006 | Гіс Боріде                               | Мар'ям                   |
| 2006 | Півмісяць                                | Нівеманг                 |
| 2007 | Мім як мати                              | Сепіде                   |
| 2007 | Сантурі                                  | Ханійе                   |
| 2008 | В центрі завжди жінка                    | Мар'ям                   |
| 2008 | Стіна                                    | Сетаре                   |
| 2008 | Тіло брехні                              | Айша                     |
| 2009 | Про Еллі                                 | Сепіде                   |
| 2011 | Там мешкають дракони                     | Лейла                    |
| 2011 | Курча з чорносливом                      | Айран                    |
| 2012 | Камінь терпіння                          | жінка                    |
| 2012 | Зовсім як жінка                          | Мона                     |
| 2013 | Мій милий Пепперленд                     | Говенд                   |
| 2014 | Вихід: Боги та царі                      | Нефертарі                |
| 2014 | Едем                                     |                          |
| 2015 | Два друга                                | Мона                     |
| 2016 | Альтаміра                                | Марія (Кончіта) Саутуола |
| 2016 | Патерсон                                 | Лора                     |
| 2017 | Пірати Карибського моря: Помста Салазара | Шанса                    |
| 2017 | Санта і компанія                         | Амелі                    |
| 2018 | Дівчата сонця                            | Бахар                    |
| 2020 | Евакуація                                | Нік Хан                  |
| 2023 | Евакуація 2                              | Нік Хан                  |
| 2025 | Альфа                                    | мати Альфи               |